# Damien Nazon
Damien Nazon(Épinal, Vosges, 26 de juny de 1974) va ser un ciclista francès, professional entre 1996 i 2005. És germà del també ciclista Jean-Patrick Nazon. En el seu palmarès compta amb nombroses victòries d'etapa en curses d'una setmana, destacant una etapa al Critèrium del Dauphiné Libéré de 1998.

## Palmarès
- 1994
  - Vencedor d'una etapa al Circuit de La Sarthe
- 1995
  - 1r a la París-Roubaix sub-23
  - 1r al Circuit des plages vendéennes
  - 1r al Tour del Cantó de Saint-Ciers
  - Vencedor de 4 etapes a la Cursa de la Pau
  - Vencedor de 2 etapes a la Volta a la Xina
  - Vencedor d'una etapa al Circuit des Mines
- 1996
  - Vencedor d'una etapa a la Volta a Navarra
- 1997
  - Vencedor de 2 etapes al Circuit des Mines
  - Vencedor d'una etapa al Tour de l'Avenir
- 1998
  - Vencedor de 2 etapes al Circuit des Mines
  - Vencedor d'una etapa al Gran Premi del Midi Libre
  - Vencedor d'una etapa al Critèrium del Dauphiné Libéré
- 1999
  - Vencedor de 2 etapes al Tour de Normandia
  - Vencedor de 2 etapes al Circuit de La Sarthe
  - Vencedor d'una etapa al Tour de l'Avenir
- 2000
  - 1r al Gran Premi de Villers-Cotterêts
  - 1r al Premi Xavier Louarn
  - Vencedor d'una etapa al Tour de Langkawi
  - Vencedor d'una etapa al Gran Premi del Midi Libre
  - Vencedor d'una etapa al Tour de Poitou-Charentes
- 2001
  - Vencedor de 2 etapes a l'Étoile de Bessèges
- 2002
  - Vencedor d'una etapa al Tour de Qatar
  - Vencedor d'una etapa a la Volta a Bèlgica
  - Vencedor d'una etapa a la Ruta del Sud
  - Vencedor d'una etapa al Tour de l'Ain
  - Vencedor d'una etapa al Tour de Poitou-Charentes
- 2003
  - 1r al Gran Premi de Lillers
  - Vencedor d'una etapa al Tour de Qatar
  - Vencedor d'una etapa al Critèrium Internacional
  - Vencedor d'una etapa als Quatre dies de Dunkerque
- 2005
  - Vencedor d'una etapa al Circuit de La Sarthe
  - Vencedor d'una etapa al Tour de Picardia

### Resultats al Tour de França
- 1997. Fora de control (9a etapa)
- 1998. 96è de la classificació general. Darrer classificat
- 1999. Fora de control (15a etapa)
- 2000. 137è de la classificació general
- 2001. 109è de la classificació general
- 2002. 151è de la classificació general
- 2003. 129è de la classificació general